# Томомі Мочідзукі
Томомі Мочідзукі (яп. 望月 智充, Tomomi Mochizuki, нар. 31 грудня 1958, Хоккайдо, Японія) — японський манґака, сценарист і режисер, відомий завдяки співробітництву з анімаційними студіями, такими як Studio Ghibli, Nippon Animation, Pierrot й Sunrise. Іноді вживається псевдонім Го Сакамото (坂本 郷, Sakamoto Gō), як сценарист.

## Біографія
Під час навчання в університеті Васеда Мочідзукі зацікавився художньою анімацією та вступив до Асоціації анімації університету Васеда. У 1981 році почав працювати на компанію Ajia-do Animation Works. Дебют Мочідзукі склався рік по тому, коли він вперше виступив у ролі режисера-постановника серіалу 1982 року «Tokimeki Tonight». Надалі він став режисером кількох серіалів про дівчат-чарівниць, в тому числі «Creamy Mami, the Magic Angel». У 1986 році він став головним режисером серіалу Hikari no Densetsu.
Мочідзукі набув популярності на початку 1990-х років як режисер фільмів «Ранма ½», «Помаранчева дорога Кімагуре» та телефільму студії «Гіблі» «Океанські хвилі». Він також відомий як режисер фільмів «Твін Спіка», «Зеттай Шоунен», гучного серіалу «Порфі та Нагаї Табі». Зовсім недавно був відзнятий серіал NoitaminA «Будинок п'яти листя» у 2010 і «Батарея» у 2016 у режисурі Мочідзукі.
Нині він ділить свій час між режисурою, написанням сценаріїв та роботою як координатор серій для різних шоу.
Мочідзукі одружений із колегою-аніматором Масако Гото.